# Clodoveo II
Clodoveo II (634–657), rey de los francos fue rey de Neustria y de Borgoña desde 639 hasta 657.
Era hijo de Dagoberto I y de Nantilde. Durante su minoría de edad fue su regente Erquinoaldo, mayordomo de palacio de Neustrasia. Su medio hermano Sigeberto III gobernaba las tierras de Austrasia desde 634.
Se casó en 648 con Santa Batilda (fallecida en 680, en el monasterio de Chelles), que fue comprada como esclava por Erquinoaldo, el cual se la regaló para obtener el favor real. Fueron padres de los reyes Clotario III, Teoderico III y de Childerico II que reinaron en Austrasia y Neustria en años posteriores. 
Clodoveo fue menor de edad casi la totalidad de su reinado, por lo que estuvo bajo la influencia de los nobles locales, en especial del mayordomo de palacio Erquinoaldo. Él es a veces considerado como el rey de Austrasia durante el intervalo de 656 a 57, cuando Childeberto el Adoptado había usurpado el trono. 
La influencia del mayordomo y la minoría de edad del rey hace que en muchas ocasiones este rey sea considerado parte de los reyes holgazanes. Los monjes medievales le consideraban loco, y atribuyen «la estupidez de sus descendientes» a esta causa.  El historiador Henri Pirenne también afirmó que Clodoveo «murió loco».
Clodoveo II fue enterrado en la basílica de Saint-Denis, París.